# Concierto para violín (Mendelssohn)
El Concierto para violín en mi menor, Op. 64 es el último concierto del compositor alemán Felix Mendelssohn. Forma una importante parte del repertorio de violín y es uno de los conciertos para ese instrumento más populares y más interpretados de todos los tiempos. Una interpretación estándar tiene una duración de casi media hora.
Mendelssohn originalmente prometió un concierto para violín en 1838 a Ferdinand David, un amigo cercano que era un consumado violinista. Sin embargo, la obra tardó seis años en completarse y no fue estrenada hasta el año siguiente, en 1845. Durante este tiempo, Mendelssohn se carteó con regularidad con David, en busca de consejos para el concierto. La obra es uno de los primeros conciertos para violín del romanticismo e influyó en las obras de varios compositores. A pesar de que el concierto consta de tres movimientos en la estructura típica rápido-lento-rápido y cada movimiento sigue la forma tradicional, la obra era innovadora e incluía características nuevas para la época. Como aspectos distintivos se destacan la entrada inmediata del violín al comienzo y el enlace entre movimientos sin solución de continuidad.
La obra fue inicialmente bien recibida y pronto fue considerada como uno de los conciertos para violín más grandes de todos los tiempos. Sigue siendo popular y se ha forjado la reputación de ser esencial su dominio para todos los virtuosos del violín; normalmente es uno de los primeros conciertos románticos que se aprenden. Varios violinistas profesionales lo han grabado y se interpreta con regularidad en salas de concierto así como en competiciones de música clásica.

## Historia

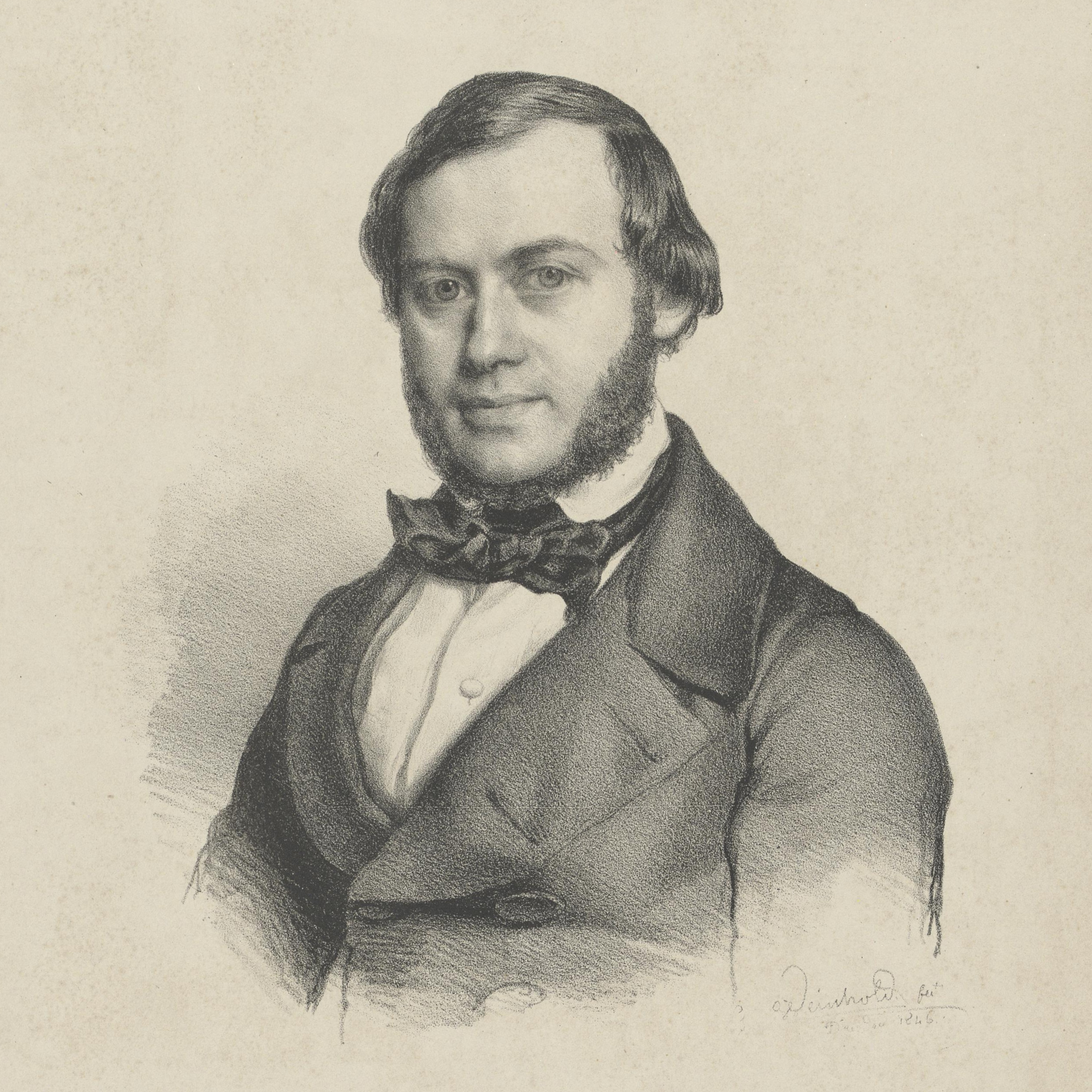
Ferdinand David, el violinista que estrenó el concierto y cuya colaboración fue esencial para la creación de esta obra.

Tras su nombramiento en 1835 como director principal de la Orquesta de la Gewandhaus de Leipzig, Mendelssohn eligió a su amigo de la infancia Ferdinand David como concertino de la orquesta. Los orígenes de la obra proceden de la colaboración entre ambos. En una carta fechada del 30 de julio de 1838, Mendelssohn le escribió a David: 

«Me gustaría escribir un concierto para violín para ti el próximo invierno. Tengo uno en mi menor rondándome por la cabeza, cuyo comienzo no me deja en paz».

El concierto tardó seis años en completarse. Varios posibles motivos justifican el retraso, entre ellos las propias dudas del compositor, el tiempo empleado en componer su tercera sinfonía y el infeliz periodo en Berlín tras la solicitud del Rey Federico Guillermo IV de Prusia. Sin embargo, durante este periodo, Mendelssohn se carteó con regularidad con David, en busca de consejos para el concierto. Además, este concierto para violín fue el primero de los muchos que serían compuestos con la colaboración de un violinista profesional e influenciaría las colaboraciones futuras. La partitura autógrafa tiene la fecha del 16 de septiembre de 1844, pero Mendelssohn todavía necesitaría los consejos de David hasta su estreno. El estreno tuvo lugar en la Gewandhaus de Leipzig el 13 de marzo de 1845, interpretado por David y con la Orquesta de la Gewandhaus bajo la batuta del compositor danés Niels Gade, ya que Mendelssohn se encontraba demasiado débil. Sin embargo, el 23 de octubre del mismo año se volvió a interpretar el concierto con un gran éxito, dirigido esta vez por el propio Mendelssohn e interpretado de nuevo por David.
El concierto fue interpretado otra vez el 3 de octubre de 1847 por el joven Joseph Joachim, violinista húngaro y protegido de Mendelssohn, que se hizo famoso sobre todo por la interpretación del Concierto en re mayor de Beethoven en el memorable concierto del 27 de mayo de 1844 que tuvo lugar en Londres.

## Análisis musical
El concierto es innovador en varios aspectos. En el primer movimiento, Mendelssohn se distancia de la forma típica del concierto clásico de muchas maneras, como la entrada del solista casi desde el principio, que también ocurre en su Primer concierto para piano. Aunque el primer movimiento está en su mayoría escrito en forma sonata, Mendelssohn pone la interpretación del primer tema a cargo del violín solista y luego por la orquesta. Los conciertos clásicos solían empezar con una introducción orquestal seguidos de una versión de casi el mismo material junto con el solista.
La cadenza es también novedosa al ser escrita como parte íntegra del concierto, y al localizarse antes de la recapitulación. Era habitual en un concierto clásico que la cadenza fuera improvisada por el solista y solía ocurrir al final del movimiento, tras la recapitulación y justo antes de la coda final.
Este concierto para violín sobresale respecto anteriores conciertos por la conexión entre los movimientos. No hay pausa entre el primero y segundo movimientos, con una nota del fagot mantenida entre los dos. El pasaje que hace de puente entre los dos últimos movimientos empieza justo después del final del movimiento lento. La melodía es similar a la del principio, para recalcar la forma cíclica de la obra. El enlace fue diseñado para eliminar los aplausos entre movimientos. Esto supondría una sorpresa para la audiencia de Mendelssohn, que a diferencia de la actualidad solía aplaudir entre movimientos.
El concierto además llama la atención por los largos periodos en los que el solista realiza un mero acompañamiento para la orquesta, como por ejemplo en los arpegios rebotados al principio de la recapitulación. Esto también fue muy novedoso para un concierto para violín de esa época.

### Instrumentación
La obra esta orquestada para violín solista y una orquesta clásica normal compuesta de dos flautas, dos oboes, dos clarinetes, dos fagotes, dos trompas, dos trompetas, timbales y cuerdas.

### Estructura
El concierto consta de tres movimientos con las siguientes indicaciones de tempo:
- I. Allegro molto appassionato (mi menor)
- II. Andante (do mayor)
- III. Allegretto non troppo - Allegro molto vivace (mi mayor)

#### I.Allegro molto appassionato
12 – 14 minutos

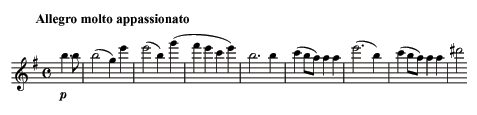
El principio del concierto.

El concierto empieza con una entrada inmediata del violín solista, en lugar de un tutti orquestal, con la melodía en mi menor que le rondaba por la cabeza a Mendelssohn y no le dejaba en paz. Tras una bravura de rápidas notas descendentes, el tema inicial es tomado de nuevo por la orquesta. Luego hay una frenética transición cromática mientras la música decrece y modula a un segundo tema más tranquilo en sol mayor. La melodía es interpretada inicialmente por los vientos con el solista proporcionando un pedal sobre un sol al aire. Tras una corta coda acaba la exposición del primer movimiento inicial donde la melodía es interpretada por el propio violín solista. Los dos temas del principio son combinados en el desarrollo, donde la música se desarrolla hasta alcanzar una innovadora cadenza, la cual Mendelssohn prefirió escribir al completo más que dejar que el intérprete improvisara. La cadenza aumenta de velocidad a través de cambios rítmicos de corcheas a tresillos hasta llegar a semicorcheas, que requieren rápidos rebotes de arco por parte del solista.
Esto sirve como enlace para la recapitulación, donde la melodía inicial es interpretada de nuevo por la orquesta, acompañada por los continuados rebotes arpegiados por parte del solista. Durante la recapitulación, los temas iniciales se repiten junto con el segundo tema interpretado en mi mayor para luego volver a mi menor al alcanzar el final del movimiento. La música alcanza velocidad en la coda, marcada con la indicación presto, y el movimiento acaba con una variación del pasaje de la transición cromática.

#### II.Andante
8 – 9 minutos

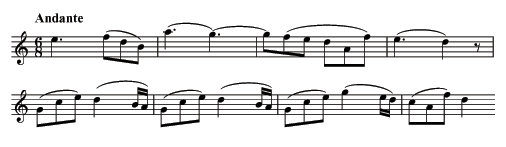
El tema principal del Andante.

El fagot mantiene el si del acorde final del primer movimiento para luego subir un semitono hasta el do central. Esto sirve como modulación desde la tonalidad de mi menor del primer movimiento para entrar en el lírico movimiento lento en do mayor. El movimiento está escrito en forma ternaria y recuerda a las Canciones sin palabras del propio autor. El tema central más melancólico escrito en la menor es introducido primero por la orquesta y a continuación el violín toma la melodía y el acompañamiento simultáneamente. El acompañamiento en trémolo requiere un solista de dedos ágiles y diestros y seguidamente la música vuelve al tema principal en do mayor, esta vez acabando con una conclusión serena.

#### III.Allegretto non troppo – Allegro molto vivace
6 – 7 minutos

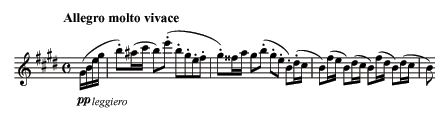
El tema inicial del Allegro molto vivace.

Tras el segundo movimiento, hay un corto pasaje de transición de catorce compases en mi menor para únicamente el violín solista y las cuerdas. Esto conduce al vivo final, cuya mayoría esta en mi mayor y el comienzo contiene una fanfarria de trompetas. El tercer movimiento está escrito en forma de rondó-sonata con un tema inicial que el solista interpreta con velocidad. La exposición inicial conduce a un corto segundo tema en si mayor que es interpretado por el solista en donde se encadenan una serie de rápidos arpegios ascendentes y descendentes, que recuerdan a la cadenza del primer movimiento. La orquesta luego interpreta una variación de la melodía inicial, que continúa con un corto desarrollo en sol mayor. La recapitulación es similar a la exposición, aparte del contracanto que interpretan las cuerdas. Hay una pequeña cadenza cerca del final del movimiento cuando los vientos tocan la melodía principal contra los prolongados trinos del violín solista. El concierto concluye con una frenética coda.

## Legado
El concierto para violín de Mendelssohn influyó en los conciertos de varios compositores, que usarían características del mismo para sus propios conciertos. Es por ello que el concierto ha sido considerado como uno de los más plagiados de todos los tiempos.
Por ejemplo, la inusual disposición de la cadenza inspiraría a los conciertos para violín de Chaikovsky, en los cuales la cadenza también está dispuesta antes de la recapitulación, y Sibelius en el que la cadenza sirve para extender la sección del desarrollo. Tras este concierto, sería muy difícil encontrar un compositor que dejara la cadenza sin escribir para dejar al solista improvisar, como ocurría en la época de Mozart y Beethoven. El enlace de los tres movimientos también se incluiría en otros conciertos, como por ejemplo el Concierto para piano n.º 2 de Liszt.
El concierto tuvo un éxito inmediato, con una calurosa acogida el día de su estreno y bien recibido por los críticos contemporáneos. Hacia finales del siglo XIX, la pieza todavía era considerada como uno de los conciertos para violín más grandiosos del repertorio. Se convertiría en una de las piezas más populares de Mendelssohn y todavía sigue interpretándose a menudo, a pesar de que el interés por su música haya declinado a principios del siglo XX. En 1906, un año antes de su muerte, el célebre violinista Joseph Joachim dijo lo siguiente en su fiesta de 75 aniversario:

Los alemanes tienen cuatro conciertos para violín. El más grande, más intransigente es el de Beethoven. El de Brahms compite con él en seriedad. El más rico y seductor fue escrito por Max Bruch. Pero el más profundo, la joya del corazón, es el de Mendelssohn.

Joachim, que fue pupilo de Ferdinand David y protegido de Mendelssohn dio una de las primeras interpretaciones del concierto con tan solo doce años. También Bruch y Brahms le dedicaron sus conciertos para violín a Joachim; incluso Brahms le permitió escribir su propia cadenza, cosa no habitual en la época.
La obra se ha forjado la reputación de ser esencial su dominio para todos los virtuosos del violín. Esto ha convertido el concierto en algo omnipresente en la discografía de cualquier violinista de renombre, incluso para aquellos que solo estaban en activo en los comienzos del sonido grabado y de los que pocas grabaciones existen, como Eugène Ysaÿe. El concierto sigue siendo todo un desafío técnicamente y es considerado en general igual de difícil que muchos otros de sus homólogos.
Mendelssohn también escribió un concierto para violín y cuerdas en 1822, cuya primera interpretación tuvo lugar en 1952 por Yehudi Menuhin.